# Gmina Luče
Luče – gmina w Słowenii. W 2002 roku liczyła 1609 mieszkańców.

## Miejscowości
Miejscowości wchodzące w skład gminy Luče:
- Konjski Vrh
- Krnica
- Luče – siedziba gminy
- Podveža
- Podvolovljek
- Raduha
- Strmec